# Wolfgang Böhme
Wolfgang Böhme, nemški rokometaš, * 17. december 1949, Wolfen.
Leta 1972 je na poletnih olimpijskih igrah v Münchnu v sestavi vzhodnonemške rokometne reprezentance osvojil četrto mesto.